# Райхенбург
Райхенбург (нем. Reichenburg) — коммуна в Швейцарии, в кантоне Швиц. 
Входит в состав округа Марх. Население составляет 2877 человек (на 31 декабря 2007 года). Официальный код  —  1345.

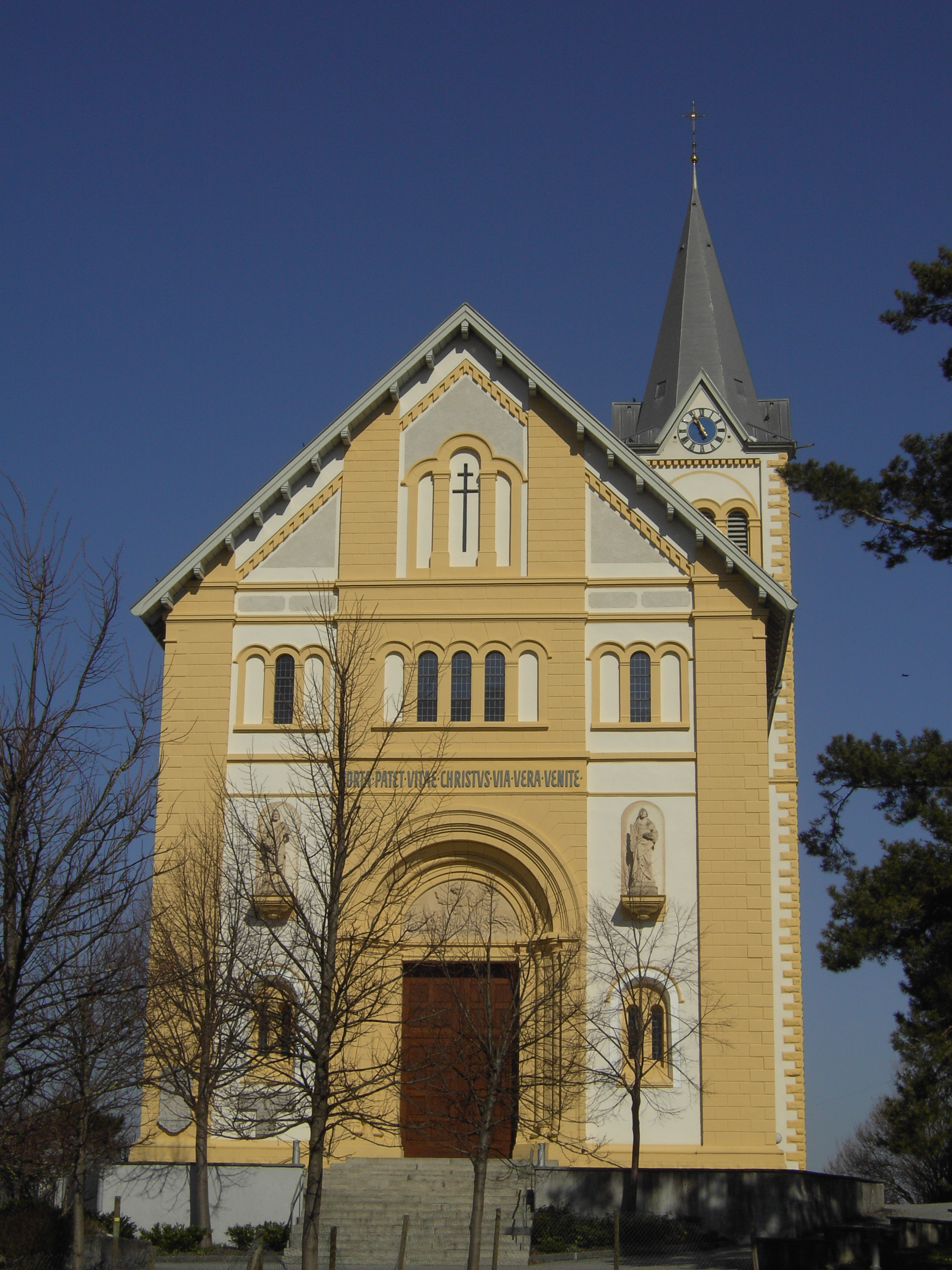
Церковь